# Cementerio de Linwood
El Cementerio de Linwood (en inglés: Linwood Cemetery) es un cementerio situado en Linwood, Christchurch, Nueva Zelanda. Es el quinto más antiguo cementerio público de la ciudad. A pesar de su antigüedad está todavía abierto para las personas, entierros hebreos congregacionales y si hay espacio para parcelas familiares existentes. Inaugurado en 1884, ha visto alrededor de 20.000 entierros. El primer entierro fue el de la esposa del sacristán, que se llevó a cabo en julio de 1884, Antes de que se abriera el cementerio. Hace algunos años, una línea de tranvía se detuvo en el cementerio antes de terminar en lo que hoy es Pages Road. Las líneas de tranvía que van al cementerio son todavía visibles en la carretera que va desde el estacionamiento de la avenida Butterfield.